# George Watt Park
George Watt Park (1853 – 1935) fundó la Geo. W. Park Seed Company, Inc., más conocida como Park Seed Company.

## Biografía
Nació en 1853 en Libonia, Pensilvania, de siete hermanos. Mientras era apenas un niño, demostró un gran interés en la horticultura, y su madre lo animó a cultivar flores en una esquina de su jardín. Cultivó con éxito una gran variedad de plantas y aprendió cómo cosechar sus propias semillas de especímenes maduros. 
En 1868, entonces un muchacho de 15 años, tuvo la idea de vender las semillas que había cosechado de las plantas en el jardín de la casa familiar en Libonia, Pensilvania. 
El joven George compró una prensa de mano e imprimió una lista de las semillas que quería vender. Además de distribuir esta lista a los amigos y a los vecinos, también compró un anuncio en el periódico « The Rural American » (El americano rural) por $3.50. El anuncio dio lugar a $6.50 en órdenes de semillas. Con este éxito, George Watt Park encontró el trabajo de su vida. 
La empresa « Park Seed Company » publicó su primer pequeño catálogo en 1868. El libro contuvo apenas 8 páginas y utilizó 2 cortes de ilustración en madera de un aster y de un pensamiento. 
En 1871, la « Park Seed Company » inició una publicación mensual llamada « The Floral Gazette ». Definitivamente más una revista que un catálogo, « The Floral Gazette » ofreció a sus lectores un foro para compartir las experiencias del cultivo de un huerto y una columna de intercambio de semillas que animaron a muchos lectores a negociar las semillas, los bulbos y las plantas. También llevó una cantidad significativa de publicidad, incluyendo anuncios de otros proveedores de semillas. Antes de 1877, el nombre había cambiado al de « Park’s Floral Magazine » y la circulación había crecido 20.000 ejemplares. Antes de 1918, la cifra de ejemplares había alcanzado los 800.000.
Aunque el Park cambiara el nombre de la revista mensual a Park's Floral Magazine en 1877, y aumentado el precio de suscripción a la principesca suma de 50 centavos por año para cubrir las tarifas postales crecientes, millares de lectores leales todavía sentían que era una ganga. De hecho, uno escribió que él temió que la colección tuviera que ser tomada para el editor porque "él da la revista regalada." 
Pero lejos de quebrar, Park administrando los ingresos, consiguió poner aparte un dinero de modo que pudiera satisfacer una aspiración de toda la vida de conseguir una educación universitaria. Esa búsqueda comenzó en 1882, cuando dejó un negocio próspero de las semillas para asistir a la Universidad Estatal de Míchigan, y cuatro años más tarde graduarse con un grado en horticultura.
El número creciente de catálogos trajo consigo un número cada vez mayor de órdenes, y antes de 1900, estaba claro que el negocio había desbordado la pequeña oficina de correos en Libonia. Park Seed Company se trasladó en 1902 a La Park (actualmente Paradise, Pensilvania en la parte sureste del estado y más próximo al ferrocarril de Pensilvania. 
Después de su graduación George W. Park comenzó a viajar, buscando nuevas y mejores variedades de semillas y de plantas. Del sur profundo, adquirió las plantas semitropicales inusuales, y del oeste, trajo muchas formas de cactus, que propagó y ofreció en el este a sus clientes. Un vasto viajero, Park entretuvo a sus lectores con los relatos de sus aventuras a través de los EE. UU., México, y Europa. 
Durante uno de sus viajes, hizo un alto para visitar a Mary Barratt, una joven agente de la demostración de la propiedad inmobiliaria del condado de Carolina del Sur, quién le había escrito pidiendo consejo en horticultura para a su vez instruir a los caseros. Habían entablado una amistad por carta, y habían intercambiado largas misivas durante un par de años. Lo que comenzó como una amistad basada en su interés hortícola común floreció en amor, y en 1918, George Watt Park se casó con Mary Barratt, Mary se trasladó a La Park y la hizo un socio en el negocio y la madre de sus dos hijos: George Barratt Park y William John Park.
La pareja y sus dos hijos, George Barratt Park y William John Park, debido a estar cansados de soportar los crudos inviernos de Pensilvania, la familia Park se trasladó a Dunedin, Florida y editaron allí un catálogo en 1923. Desafortunadamente, mientras que la familia gozaba del calor de Florida, la combinación de humedad y calor en los tiempos anteriores del aire acondicionado, demostraron ser altamente inadecuados para almacenar las semillas. Buscando un mejor ambiente para el negocio, se trasladaron a la ciudad natal de Mary Greenwood, Carolina del Sur, y allá trasladaron el negocio en 1924.
George W. Park murió en 1935. Mary, su viuda, continuó la operación acertada de la compañía durante la depresión y la Segunda Guerra Mundial, mientras que criaba a sus dos muchachos. Hasta la época de su muerte en 1945, Mary Barratt Park seguía siendo fiel a la filosofía que George Watt Park expresó cuando dijo, “su éxito y placer son más debidos al parque que a su dinero.” Las generaciones siguientes de la familia Park y Park Seed Company todavía abrazan esa filosofía actualmente.